# Barbel (U-Boot, 1959)
Die Barbel, auch USS Barbel (Kennung: SS-580), war ein U-Boot und Typboot der gleichnamigen Klasse der United States Navy, das von 1959 bis 1989 in Dienst stand.

## Geschichte
SS-580 wurde 1955 in Auftrag gegeben und 1956 bei der Portsmouth Naval Shipyard auf Kiel gelegt. 1959 lief das U-Boot vom Stapel und wurde von Mrs. Bernard L. Austin, der Ehefrau eines Admirals, auf den Namen Barbel getauft, nach der Barbe. Im selben Jahr wurde das U-Boot in Dienst gestellt.
Nach den Erprobungsfahrten wurde die Barbel in der Naval Station Norfolk stationiert und Anfang 1961 wieder in der Portsmouth NSY eingedockt, um kleinere Fehler zu beheben und die Tiefenruder an den Turm zu verlegen. Zusätzlich wurden Schweißstellen von Rohrleitungen untersucht, nachdem bei ersten Tauchtests Wasser in das Boot eingedrungen war und es beinahe versenkt hätte.
Ende 1961 wurde das Boot nach San Diego verlegt, 1962 dann weiter westwärts nach Pearl Harbor, Hawaii. Von dort verlegte das Boot erstmals in den westlichen Pazifik. 1964 wurde die Barbel in der Puget Sound Naval Shipyard überholt. 1965/1966 verlegte sie ein zweites Mal, für kurze Zeit auch in vietnamesische Gewässer, wo der Vietnamkrieg begonnen hatte. im Golf von Tonkin kollidierte die Barbel mit einem nordvietnamesischen Frachter und versenkte diesen dabei. Nach ihrer Rückkehr wurden die Schäden in der Pearl Harbor Naval Shipyard behoben.
Ende 1966 verlegte die Barbel erneut, diesmal aber nicht in vietnamesische Gewässer. 1968 folgte eine weitere Überholung in der Pearl Harbor NSY. Im Sommer 1969 verlegte das Boot wieder nach Fernost, genauso über den Jahreswechsel 1970/1971, 1972 und 1974. 1975 wurde die Barbel in der Mare Island Naval Shipyard überholt, erst Ende 1976 verließ das Boot die Werft. 1977 folgte die nächste Einsatzfahrt in den Westpazifik.
1989 wurden drei Crewmitglieder der Barbel über Bord gespült, als das U-Boot vor Japan an der Oberfläche fuhr, nur einer der drei konnte gerettet werden. Ende des Jahres wurde das U-Boot außer Dienst gestellt. 2001 wurde die Barbel als Zielschiff in einer Übung vor Kalifornien versenkt.